# 采尔湖
47°19′N 12°48′E / 47.317°N 12.800°E

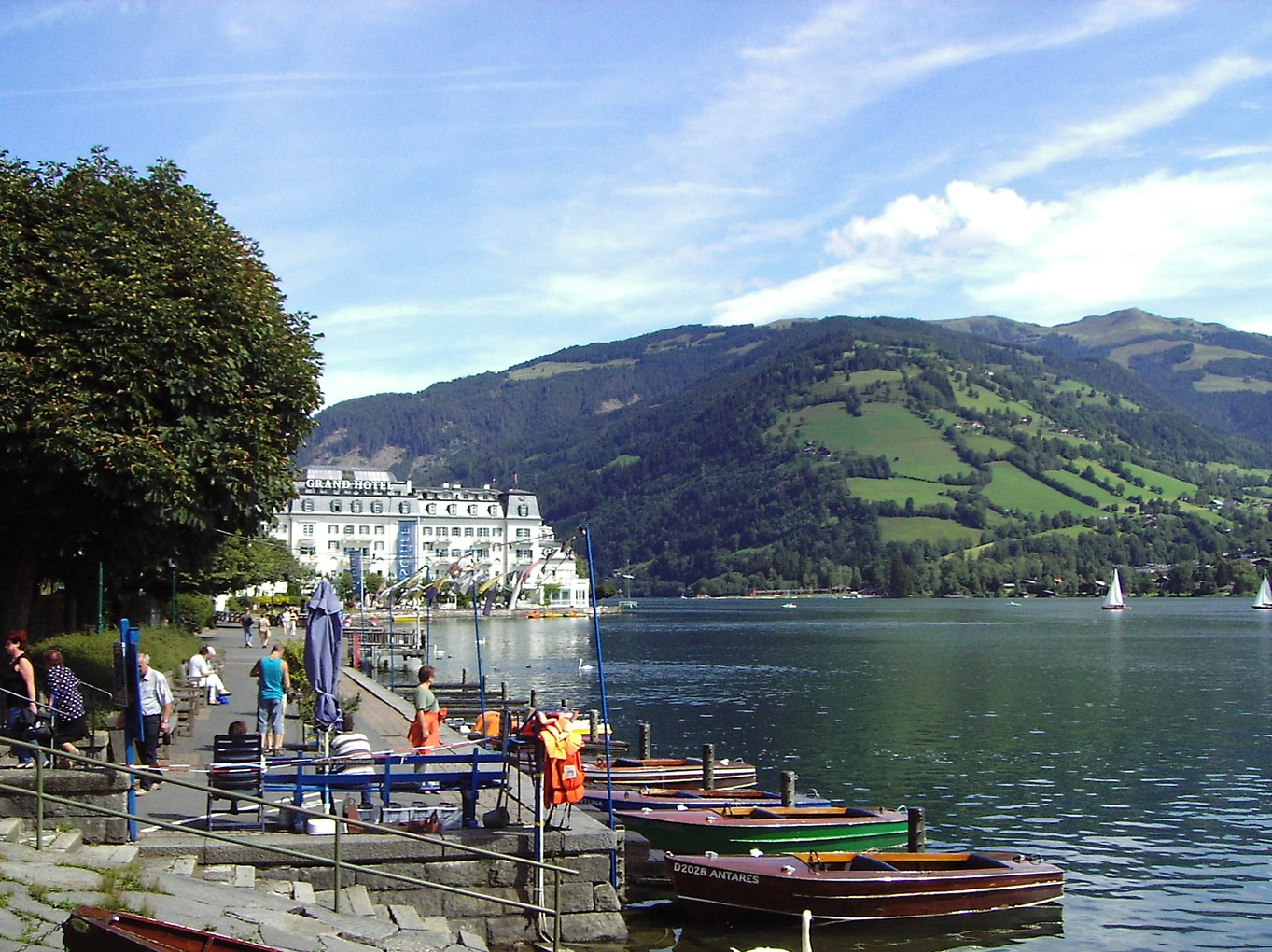

采尔湖（德语：Zeller See）是奧地利的湖泊，由薩爾斯堡州負責管轄，長4公里、寬1.5公里，面積4.6平方公里，集水區面積55平方公里，蓄水量0.18立方公里，海拔高度757米，最大水深69米。

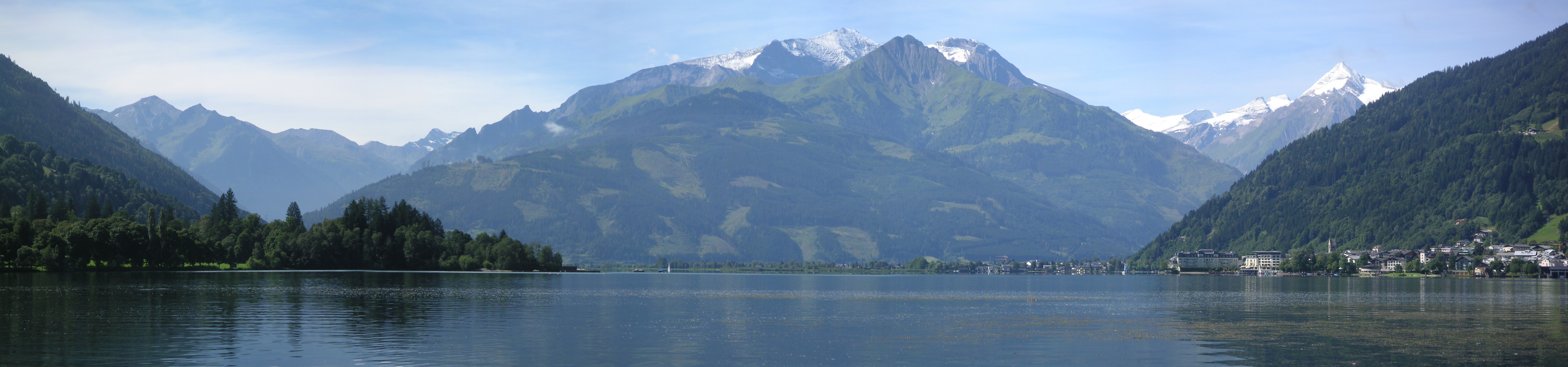

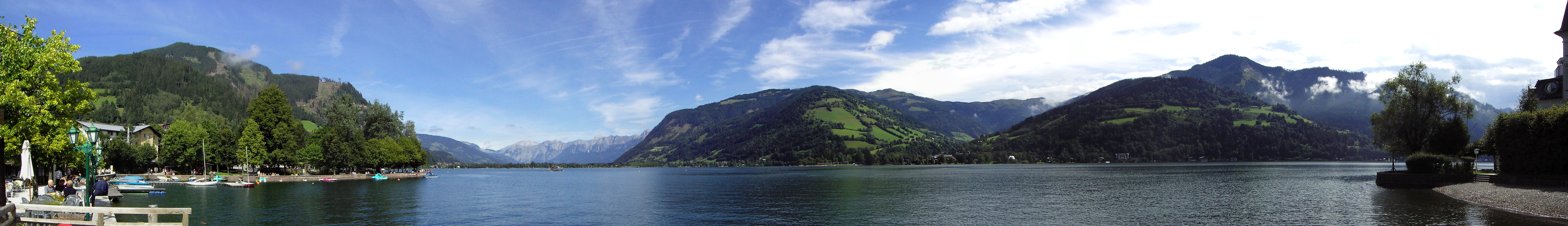